# Diabetesverpleegkundige

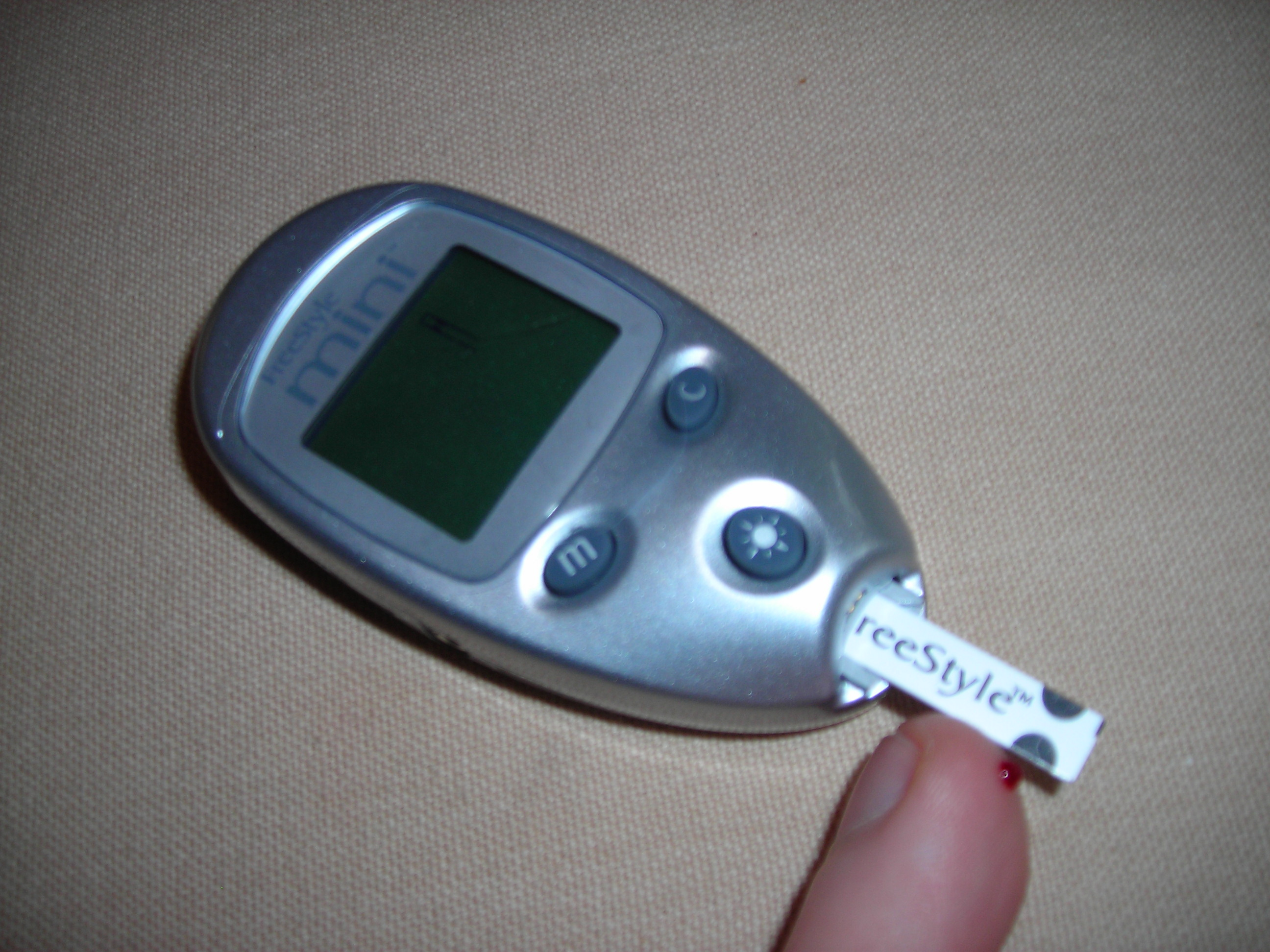
Het meten van de bloedsuiker is een veel voorkomende vaardigheid.

Een diabetesverpleegkundige is een verpleegkundige met een vervolgopleiding die patiënten met Diabetes Mellitus begeleidt.

## Functie

### Werkveld
Een diabetesverpleegkundige werkt meestal in het ziekenhuis of een huisartsenpraktijk. Op de polikliniek in het ziekenhuis of in de huisartsenpraktijk heeft een diabetesverpleegkundige zijn eigen spreekkamer waar de diabetesverpleegkundige de patiënten ontvangt. Diabetesverpleegkundige die werkzaam zijn in het ziekenhuis zijn soms ook te vinden op de verpleegafdeling met name de afdelingen interne geneeskunde/endocrinologie en de kraamafdeling voor zwangere vrouwen met zwangerschapsdiabetes.

### Taken
Enkele voorbeelden van taken van een diabetesverpleegkundige:
- begeleiden in het 'ziek zijn'. (wordt soms overgenomen door bijvoorbeeld maatschappelijk werk)
- voorlichting geven over het desbetreffende ziektebeeld van de patiënt omtrent oorzaken, behandeling, symptomen, medicatiegebruik e.d.
- voorlichting geven over leef- en voedingsregels omtrent het ziektebeeld. (wordt soms overgenomen door een diëtist)
- diabetespatiënten observeren op zijn huidige lichamelijk situatie en eventueel i.o.m. de Internist, Endocrinoloog of de huisarts de behandeling aanpassen.
- regelmatig overleg tussen de internisten, endocrinologen, huisartsen en de verpleegafdeling. (afhankelijk in welk werkveld de diabetesverpleegkundige actief is)
- diabetespatiënten leren hoe zij hun eigen gezondheid kunnen observeren in hun thuissituaties om bij problemen snel medisch in te kunnen grijpen.

## Beroepsorganisatie
Veel Nederlandse diabetesverpleegkundigen zijn lid van de EADV, de beroepsorganisatie voor diabeteszorgverleners, opgericht in 1986. De letters "EADV" staan voor "Eerste Associatie van Diabetes Verpleegkundigen". Deze naam wordt niet meer voluit gebruikt, omdat ook andere diabeteszorgverleners zich bij de vereniging kunnen aansluiten, zoals praktijkondersteuners van huisartsen.

## Opleiding

### Nederland
De opleiding tot diabetesverpleegkundige duurt circa 1 jaar. Men moet minimaal in het bezit zijn van een diploma verpleegkunde.
Lijst van verpleegkundige specialisaties · portaal · afbeeldingen